# Pintor de Atenas 894

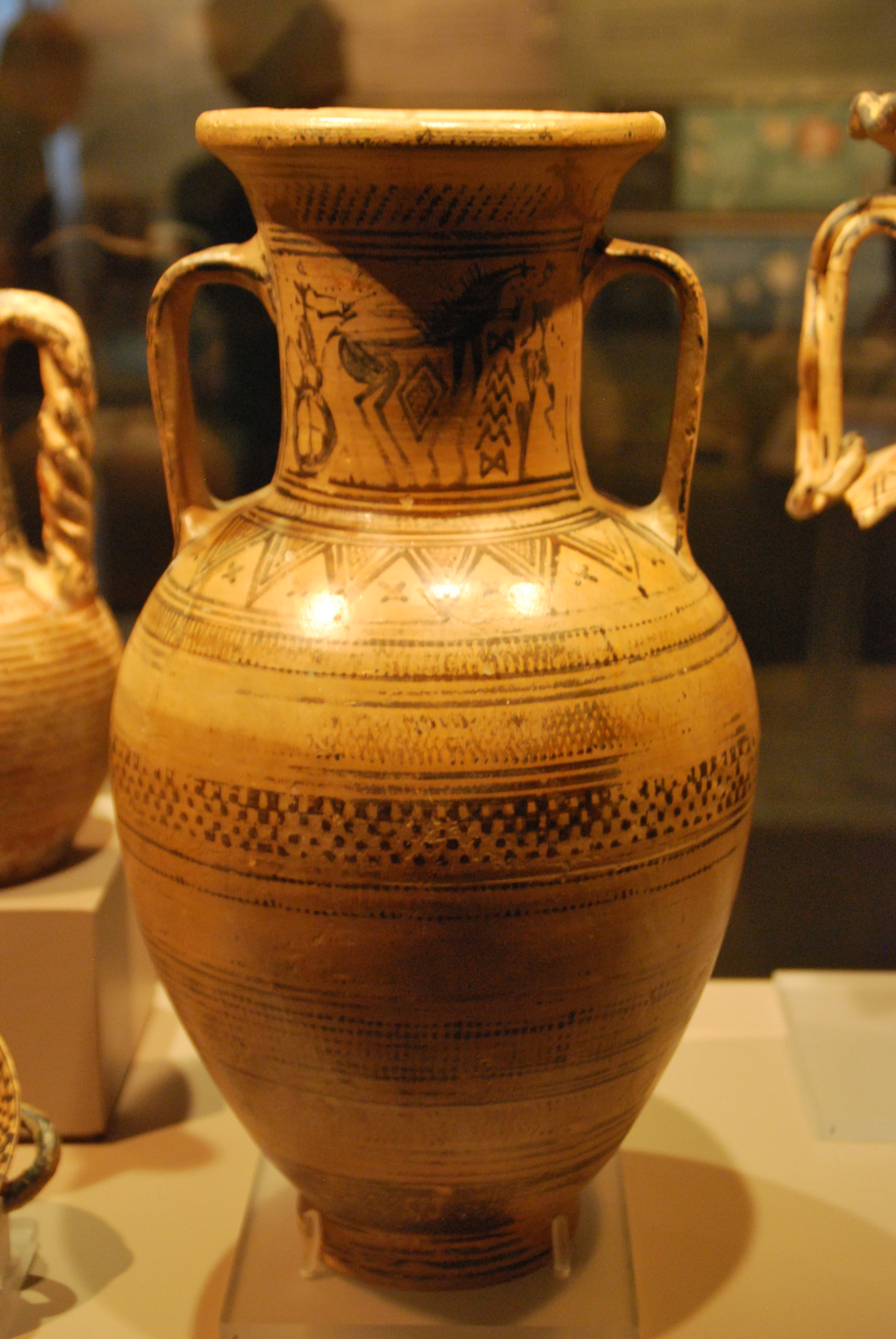
Ánfora de cuello geométrica del pintor de Atenas 894 con carros de caballos a ambos lados del cuello; c. 735/20 a. C.; Museo de Arte Cicládico, Atenas.

El Pintor de Atenas 894 fue un pintor ático de vasos geométricos y probablemente también un alfarero, cuyas obras están datadas en el último tercio del siglo VIII a. C.
El Pintor de Atenas 894 da su nombre al Taller de Atenas 894, uno de los más importantes talleres de cerámica ática de la fase SG II b del periodo geométrico tardío. El vaso epónimo está en el Museo Arqueológico Nacional de Atenas y tiene el número de inventario 894. John Nicolas Coldstream le atribuyó siete vasos. En la decoración de las vasos no se desvía de los demás trabajos del taller, que se agrupan en torno a sus obras.